# کاکو سانز
کاکو سانز (انگلیسی: Kako Sanz؛ زادهٔ ۵ ژوئن ۱۹۹۳) بازیکن فوتبال اهل اسپانیا است.
از باشگاه‌هایی که در آن بازی کرده‌است می‌توان به باشگاه فوتبال نومانسیا اشاره کرد.